# خانواده جنایی کلمبو
خانواده جنایت کلمبو (تلفظ: /kəˈlɒm.boʊ/) یکی از پنج خانواده مافیایی ایتالیایی-آمریکایی است که فعالیت‌های سازمان یافته جنایی در نیویورک سیتی را تحت کنترل دارند. این خانواده جوان‌ترین عضو از "پنج خانواده" معروف در ساختار مافیای آمریکایی محسوب می‌شود.
پس از جنگ کاستلاماریز و ترورهای "جو د باس" ماسریا و سالواتوره مارانزانو، زمانی که لاکی لوچیانو در حال سازماندهی مجدد مافیای آمریکا بود، گروه تحت رهبری جوزف پروفاسی به عنوان خانواده جنایت پروفاسی شناخته شد. این خانواده بعدها به نام کلمبو تغییر نام داد.

### جنگ اول خانوادگی (۱۹۶۰–۱۹۶۳)

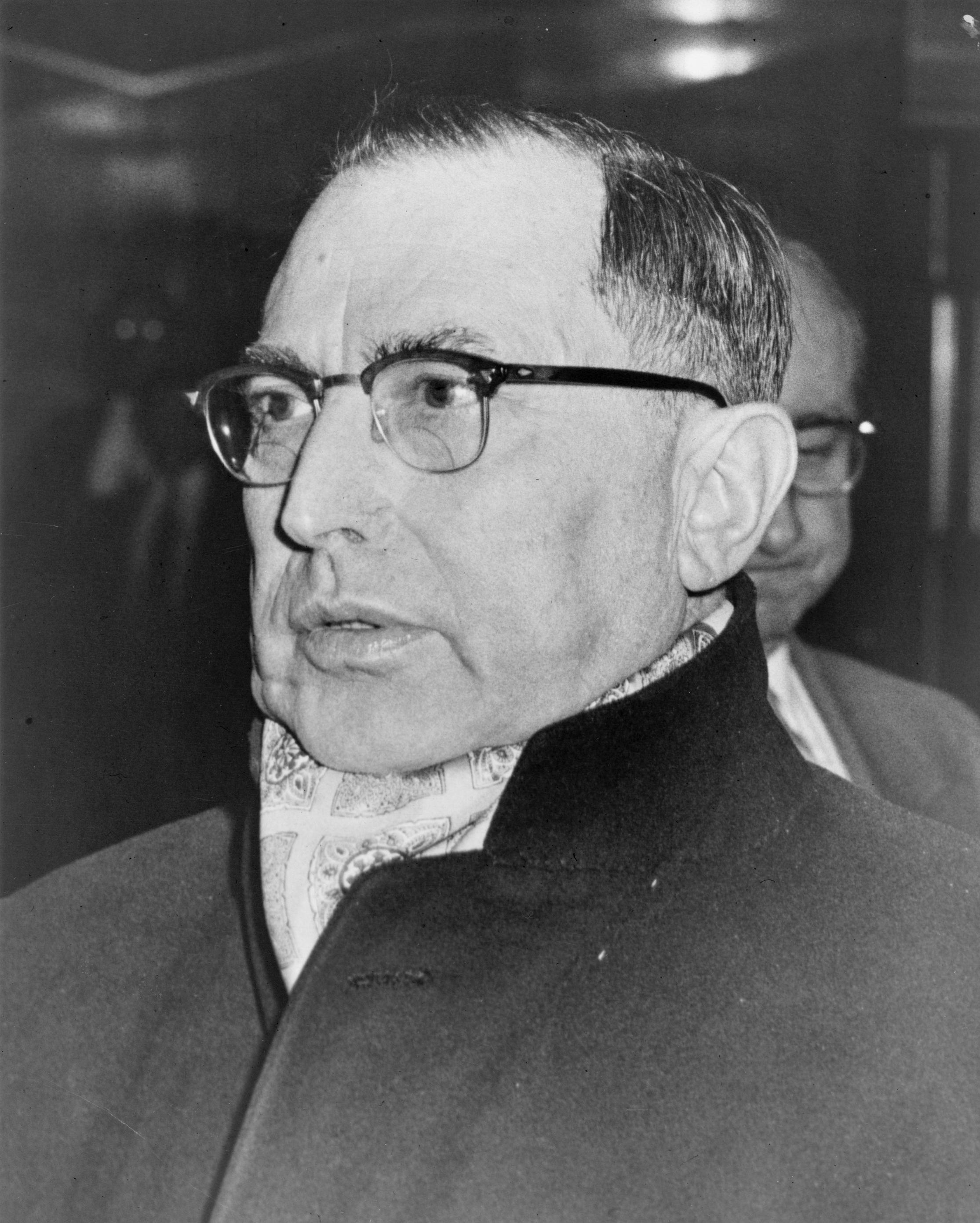
جوزف پروفاچی در سال ۱۹۵۹

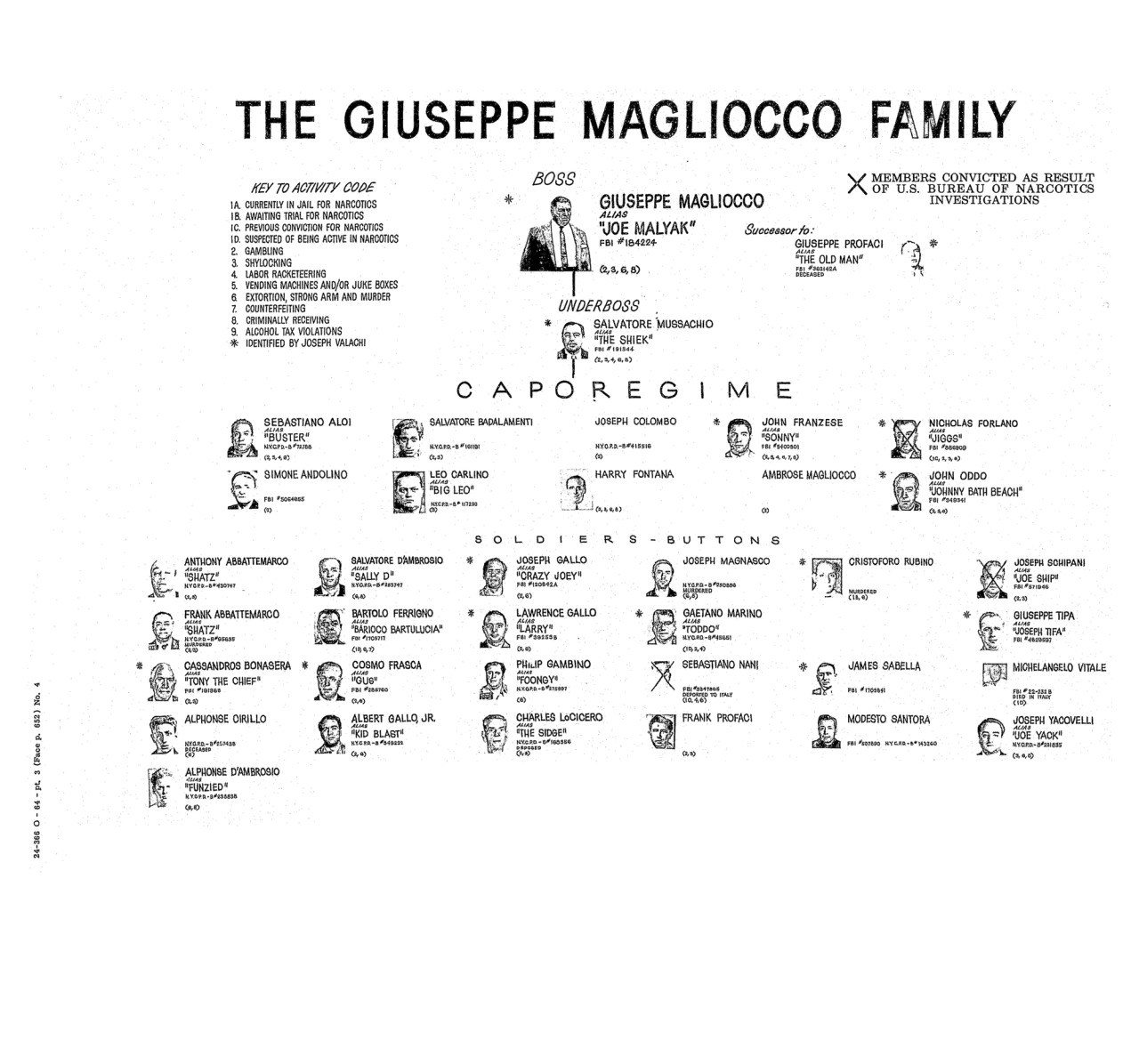
نمودار اف‌بی‌آی از سلسله مراتب خانواده ماگلیوکو در سال ۱۹۶۳

جوزف پروفاسی که به عنوان "سلطان روغن زیتون و رب گوجه‌فرنگی آمریکا" شناخته می‌شد، یکی از ثروتمندترین رؤسای مافیا بود. او سیاست مالی بحث‌برانگیزی داشت که در میان اعضای خانواده جنایی‌اش محبوبیتی نداشت: دریافت ماهانه 25 دلار به عنوان حق عضویت از هر یک از سربازانش.
در اواخر دهه 1950، فرانک "فرانکی شاتز" آباته‌مارکو، یکی از کاپوهای خانواده، به مشکل بزرگی برای پروفاسی تبدیل شد. آباته‌مارکو کنترل یک کسب‌وکار قمار پرسود را در دست داشت که در رد هوک بروکلین روزانه حدود 7,000 دلار (معادل حدود 2.5 میلیون دلار سالانه) برایش درآمد داشت.
در اوایل سال 1959، آباته‌مارکو با حمایت برادران گالو و گروه "پسران گارفیلد" به رهبری کارمین پرسیکو، از پرداخت سهم ماهانه به پروفاسی خودداری کرد. این اقدام جسورانه نشانه چالش آشکار علیه اقتدار پروفاسی بود که حاکی از شکل‌گیری جناح مخالف در خانواده بود، منافع مالی قابل توجهی را از پروفاسی دریغ می‌کرد، همکاری بین آباته‌مارکو، برادران گالو و پرسیکو را نشان می‌داد و زمینه‌ساز تنش‌های داخلی بعدی در خانواده شد. این شورش مالی علیه پروفاسی، سرآغاز اختلافات عمیق‌تری بود که بعدها به "جنگ اول خانواده کلمبو" معروف شد و ساختار قدرت در این خانواده مافیایی را دچار تحولات اساسی کرد.

### جنگ دوم خانوادگی (۱۹۷۱–۱۹۷۵)
در 28 ژوئن 1971، کلمبو دومین گردهمایی لیگ را در میدان کلمبوس منهتن برگزار کرد. هنگام آماده شدن کلمبو برای سخنرانی، جروم ای. جانسون به او نزدیک شد و سه بار به پشت سرش شلیک کرد. چند ثانیه بعد، محافظان کلمبو جانسون را کشتند. این تیراندازی باعث مرگ کلمبو نشد، اما او را برای هفت سال آخر عمرش فلج کرد. او در 22 مه 1978 بر اثر مرگ طبیعی درگذشت. اگرچه بسیاری در خانواده کلمبو جو گالو را مقصر این تیراندازی می‌دانستند، پلیس پس از بازجویی از گالو به این نتیجه رسید که جانسون یک تیرانداز تنها بوده است.  
اندکی پس از تیراندازی کلمبو، جلسه‌ای با حضور اعضای عالی‌رتبه خانواده برگزار شد. در این جلسه، از سالواتوره «چارلی لمونز» مینئو، معاون رئیس، خواسته شد تا به عنوان رئیس موقت فعالیت کند، اما مینئو با استناد به سن بالا و وضعیت نامناسب سلامتی‌اش، این پیشنهاد را رد کرد و در عوض توصیه کرد که جوزف «جوی یاک» یاکوولی، مشاور، به عنوان رئیس موقت فعالیت کند.

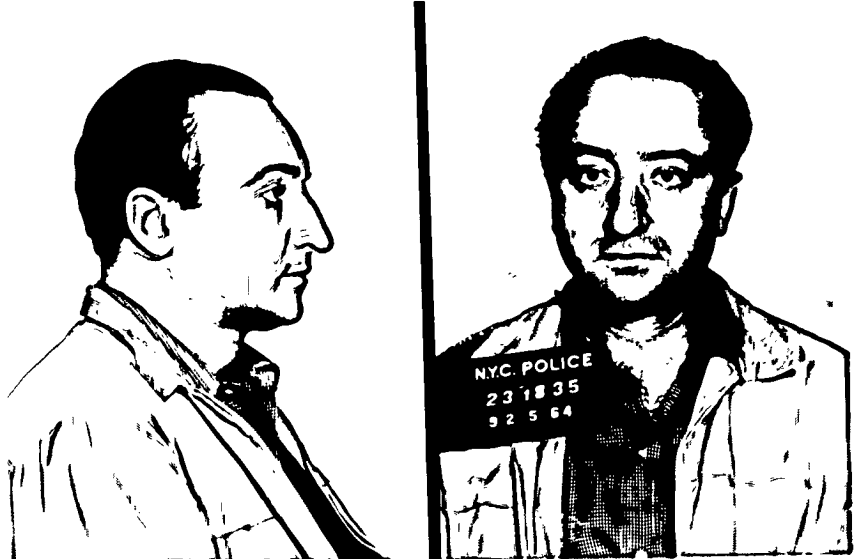
عکس مظنون به قتل جوزف یاکوولی از اداره پلیس شهر نیویورک ، که در سال ۱۹۶۵ در پرونده اف‌بی‌آی او ثبت شد.

### خانواده تحت نظر پرسیکو

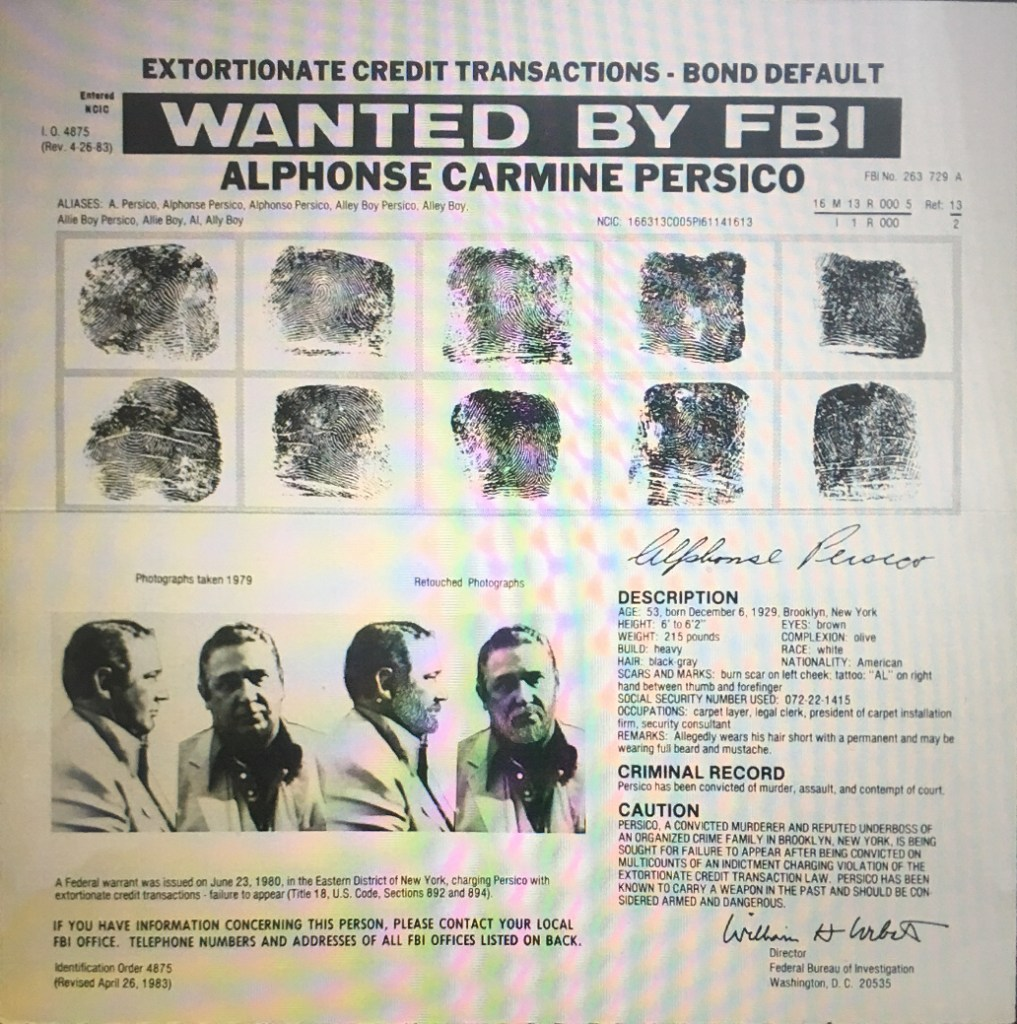
پوستر آلفونس پرسیکو، فرد تحت تعقیب اف‌بی‌آی که در ۲۶ آوریل ۱۹۸۳ منتشر شد

پس از جنجال رسانه‌ای جوزف کلمبو و خشونت‌های جو گالو، خانواده کلمبو وارد دوره‌ای از آرامش نسبی شد. با به کما رفتن کلمبو، رهبری خانواده به توماس دی‌بلا سپرده شد - مردی که از سال ۱۹۳۲ و تنها محکومیتش در قاچاق مشروبات الکلی، مهارت خاصی در فرار از دست مقامات داشت.
با این حال، دی‌بلا نتوانست از دستدرازی خانواده گامبینو به منافع کلمبو جلوگیری کند و قدرت کلمبوها رو به افول گذاشت. در سال ۱۹۷۷، مشکلات سلامتی دی‌بلا را مجبور به بازنشستگی کرد و کلمبو نیز در ۱۹۷۸ درگذشت. خانواده کلمبو بار دیگر با خلأ قدرت مواجه شد.

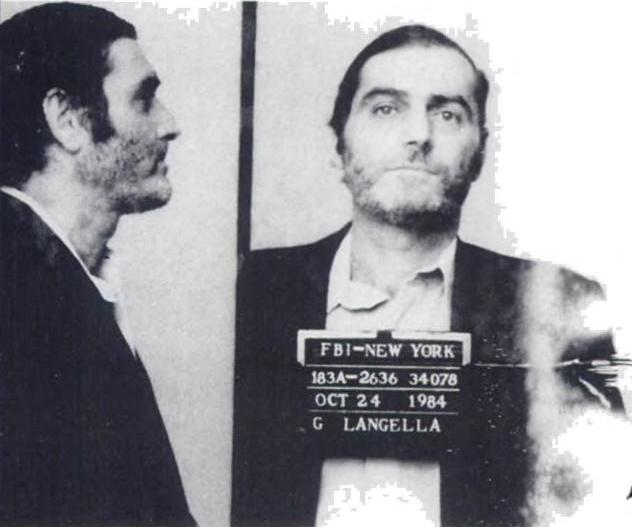
عکس FBI از جنارو لانگلا در سال 1984

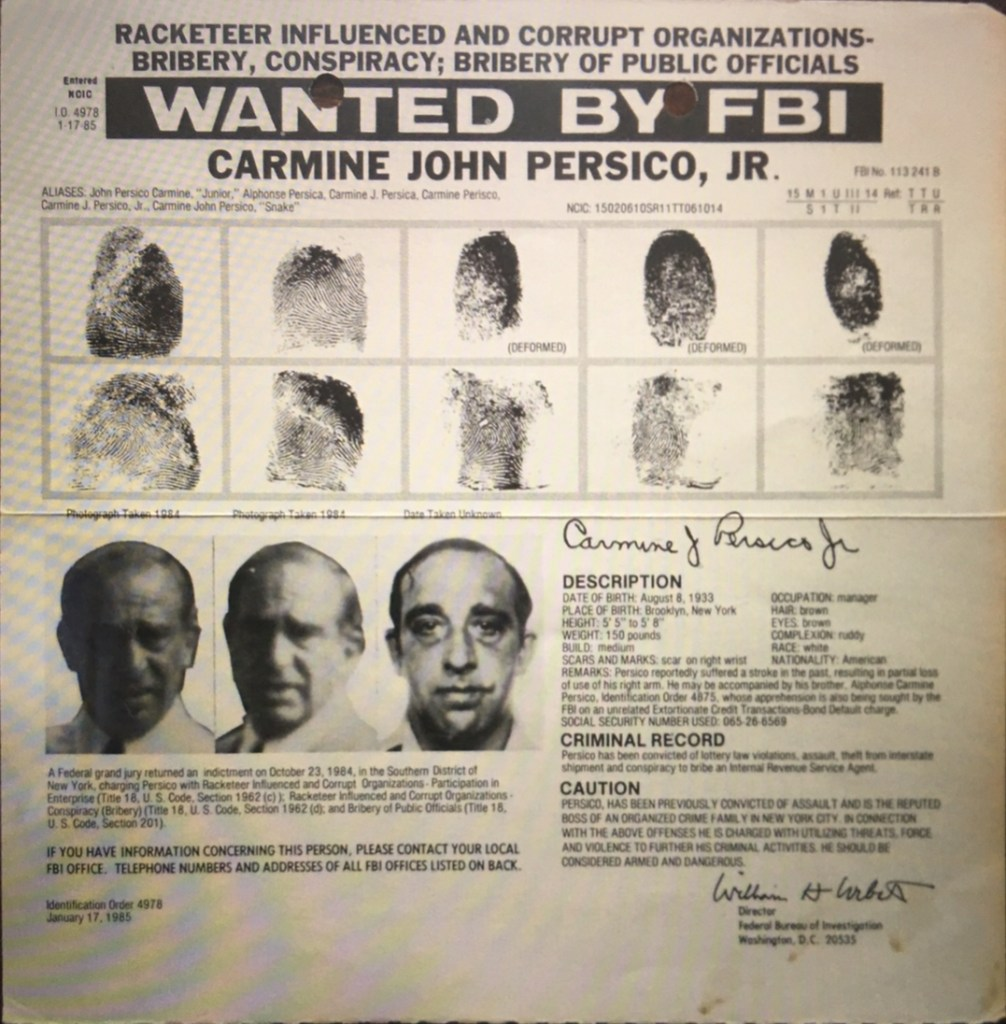
پوستر کارمین پرسیکو، فرد تحت تعقیب اف‌بی‌آی، منتشر شده در ۱۷ ژانویه ۱۹۸۵

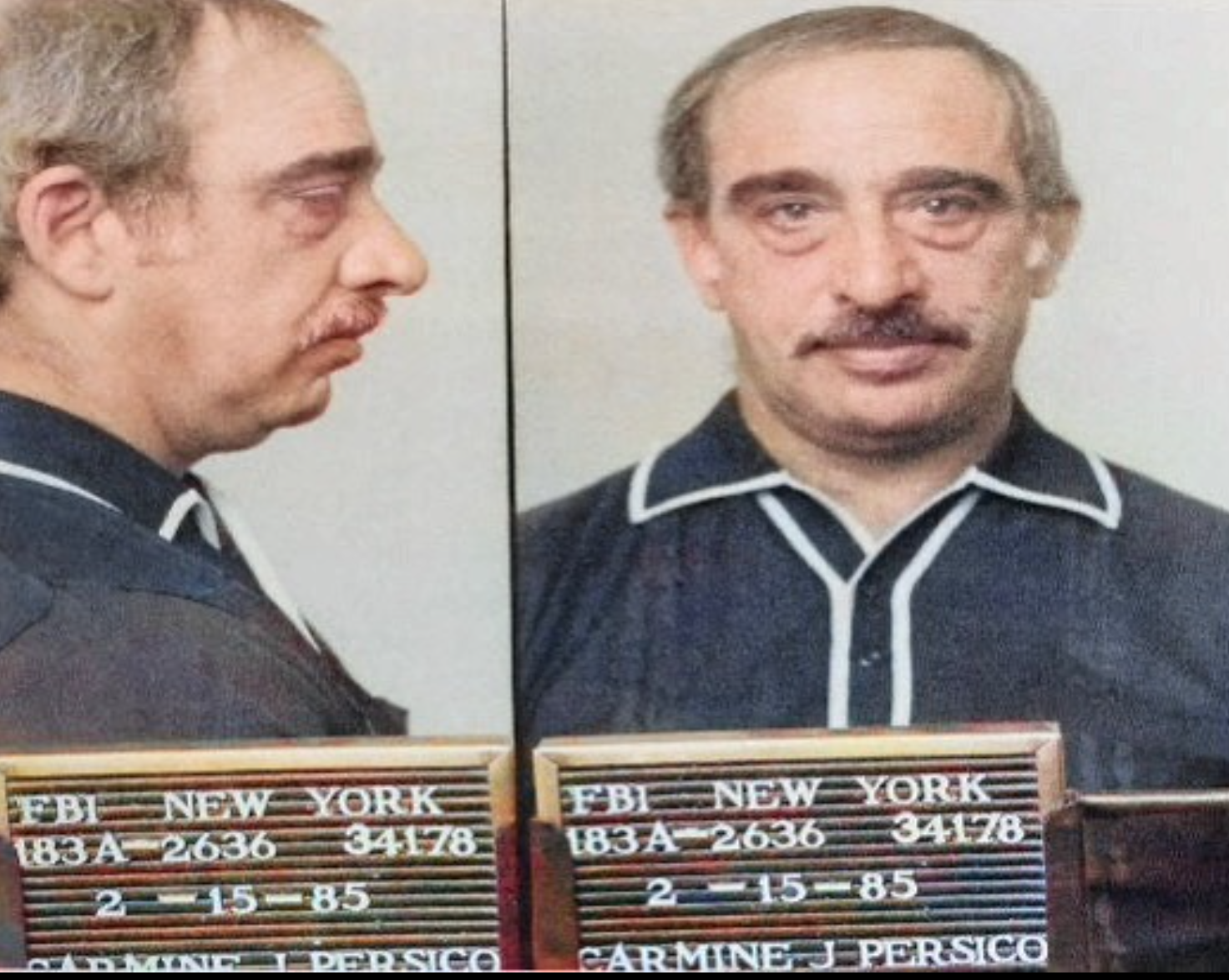
تصویر کارمین پرسیکو از سوی اف‌بی‌آی در سال ۱۹۸۵

### جنگ سوم خانوادگی (۱۹۹۱–۱۹۹۳)

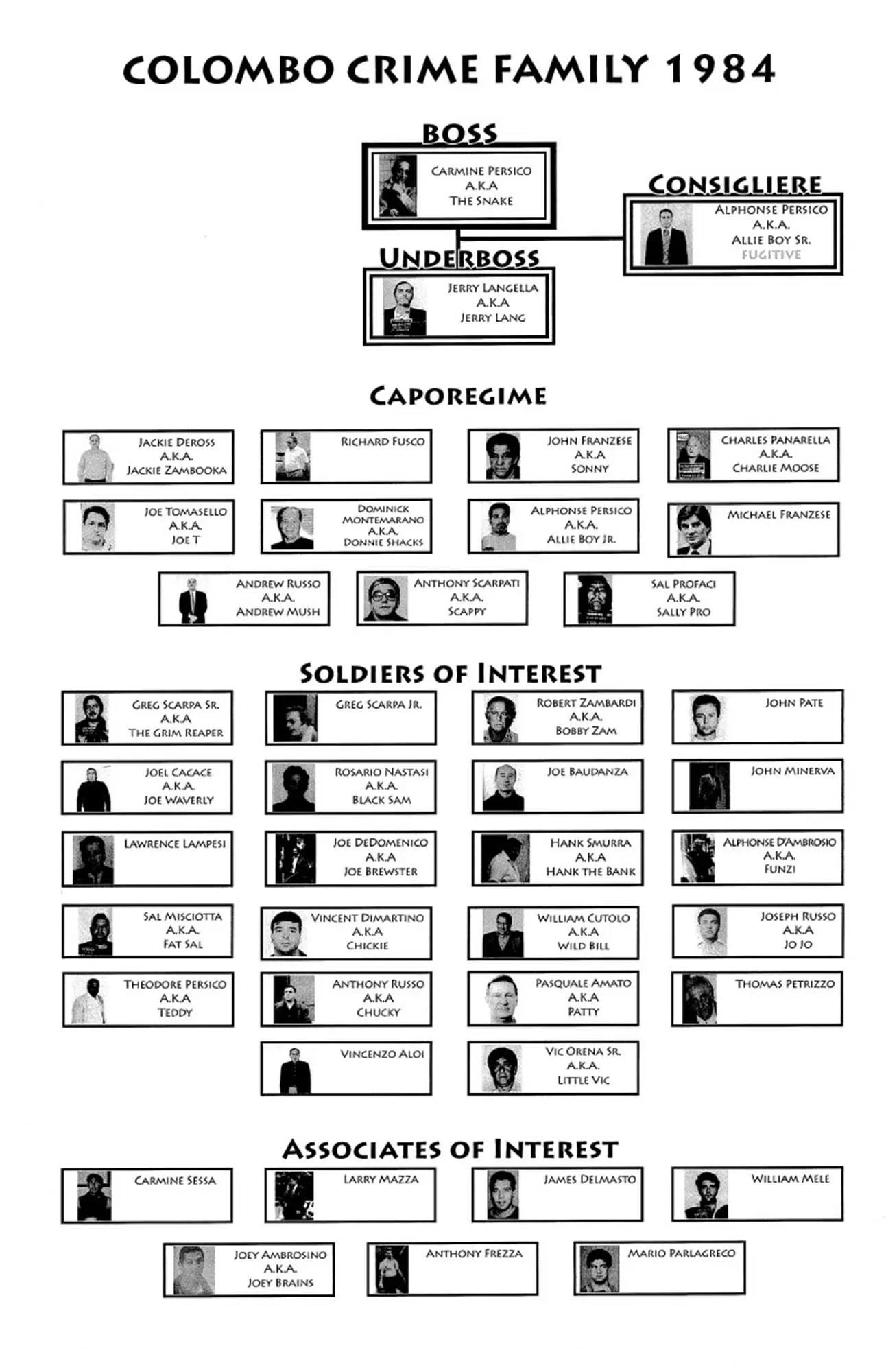
نمودار اف‌بی‌آی از خانواده کلمبو در سال ۱۹۸۴

در سال ۱۹۹۱، ویکتور اورنا به این نتیجه رسید که کارمینه پرسیکو دیگر با واقعیت‌ها ارتباطی ندارد و باعث از دست رفتن فرصت‌های سودآور برای خانواده شده است. او همچنین از برنامه‌های پرسیکو برای ساخت یک زندگینامه تلویزیونی نگران بود، چرا که می‌ترسید دادستان‌ها بتوانند از آن به عنوان مدرک استفاده کنند - همانطور که در محاکمه کمیسیون از کتاب افشاگرانه جو بونانو استفاده کرده بودند. بنابراین اورنا تصمیم گرفت خودش کنترل خانواده را به دست بگیرد.
این تصمیم اورنا منجر به:
- تشدید اختلافات درون خانواده
- نگرانی از افشای اطلاعات محرمانه
- تلاش برای به دست گرفتن کنترل عملیات
- ترس از عواقب قانونی احتمالی
- آغاز دوره جدیدی از تنش‌های داخلی 

### خانواده پس از جنگ سوم کلمبو

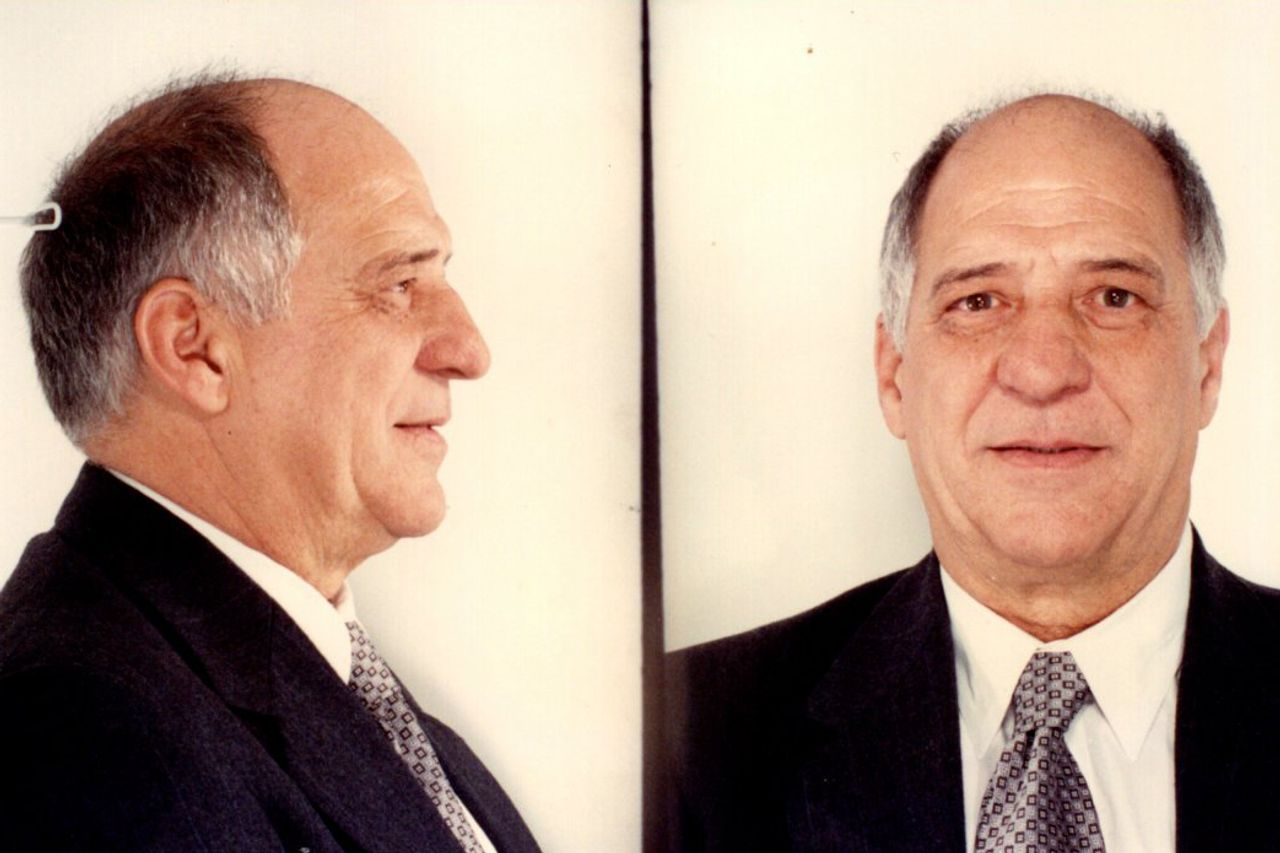
عکس از اندرو روسو در سال ۱۹۹۶

با کنار رفتن اورنا، راه برای "آلی بوی کوچک" (آلفونسو پرسیکو) باز شد تا پس از آزادی در سال ۱۹۹۴ به عنوان رئیس موقت خانواده منصوب شود. در سال ۱۹۹۴، کارمینه پرسیکو اندرو روسو را به عنوان رئیس موقت خانواده منصوب کرد. وقتی روسو در سال ۱۹۹۶ به زندان افتاد، آلفونسو پرسیکو جایگزین او شد.
در سال ۱۹۹۹، آلفونسو پرسیکو در فورت لادردیل دستگیر شد، چرا که با داشتن سابقه کیفری، یک تپانچه و یک تفنگ ساچمه‌ای در اختیار داشت. این دستگیری منجر به محکومیت مجدد پرسیکو، ایجاد خلأ قدرت در خانواده کلمبو، تغییرات در ساختار رهبری خانواده، تضعیف بیشتر موقعیت خانواده در بین پنج خانواده و افزایش نظارت پلیس بر فعالیت‌های خانواده شد.

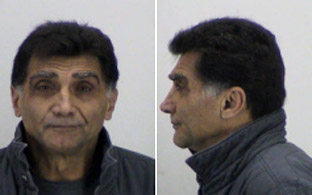
عکس رالف دی‌لئو

## جناح‌ها و سرزمین‌ها

### خدمه
- پسران گارفیلد - یک باند خیابانی ایتالیایی-آمریکایی بود که در بخش‌های رد هوک و گوانوس در جنوب بروکلین فعالیت می‌کرد. این باند از دهه 1950 تا اوایل دهه 1970 توسط کارمین پرسیکو، رئیس آینده کلمبو، رهبری می‌شد.

## همچنین ببینید
- جرم و جنایت در شهر نیویورک
- ایتالیایی‌ها در شهر نیویورک
- فهرست خانواده‌های تبهکار مافیای ایتالیا

## پیوندهای خارجی
- خانواده کلمبو/پرسیکو/اورنا (صفحات ۱۵-۱۷) در گزارش سالانه ۱۹۸۹ SCI
- خانواده کلمبو اثر TruTV در بایگانی اینترنت

الگو:Colombo crime familyالگو:American Mafiaالگو:Organized crime groups in the United Statesالگو:Organized crime groups in New York City
1. ↑  
  - 9 Indicted in Nassau Rackets Inquiry Into Nightclubs David A. Andelman, The New York Times (July 6, 1972) بایگانی‌شده  در آوریل ۱۵, ۲۰۲۴ توسط Wayback Machine
  - 16 arrests made in Colombo crime family's South Florida faction The Ledger (June 22, 2000) بایگانی‌شده  در آوریل ۱۵, ۲۰۲۴ توسط Wayback Machine
  - Organized crime loses its foothold Las Vegas Sun (July 2, 2002) بایگانی‌شده  در مارس ۱۶, ۲۰۲۳ توسط Wayback Machine
  - "The Changing Face of organize crime in New Jersey" (PDF). State of New Jersey Commission of Investigation. May 2004. بایگانی‌شده  در ژوئن ۱۱, ۲۰۲۰ توسط Wayback Machine
  - Colombo Family Street Boss Pleads Guilty to Racketeering and Firearms Charges Federal Bureau of Investigation (May 31, 2012) بایگانی‌شده  در مه ۲۹, ۲۰۲۵ توسط Archive.today
  - LA-By-NY Mob Capo Donnie Shacks Dead At 81, FBI Probed Point Shaving Claims Linking UCLA Football & Colombos Scott Burnstein, GangsterReport.com (January 22, 2021) بایگانی‌شده  در ژوئیه ۲۴, ۲۰۲۱ توسط Wayback Machine
2. ↑  "The Changing Face of organize crime in New Jersey" (PDF). State of New Jersey Commission of Investigation. May 2004. بایگانی‌شده  در ژوئن ۱۱, ۲۰۲۰ توسط Wayback Machine
3. ↑  
  - 7 Are Convicted on Pornography Charges The New York Times (November 6, 1971) بایگانی‌شده  در ژانویه ۱, ۲۰۲۳ توسط Wayback Machine
  - Meeting of Colombo Aides Linked to Narcotics Trade Nicholas Gage, The New York Times (August 16, 1972) بایگانی‌شده  در نوامبر ۱, ۲۰۲۳ توسط Wayback Machine
  - Crime ‘Families’ Taking Control of Pornography The New York Times (December 10, 1972) بایگانی‌شده  در نوامبر ۱۱, ۲۰۲۰ توسط Wayback Machine
  - Suit Asks Court To Run Cement Union Arnold H. Lubasch, The New York Times (June 20, 1986) بایگانی‌شده  در مه ۲۴, ۲۰۱۵ توسط Wayback Machine
  - Mafia-Aided Scheme Evades Millions in Gas Taxes Selwyn Raab, The New York Times (February 6, 1989) بایگانی‌شده  در مه ۱۳, ۲۰۲۴ توسط Wayback Machine
  - Organized Crime: A Gang That Still Can't Shoot Straight Richard Behar, Time (January 20, 1992) بایگانی‌شده  در آوریل ۱۵, ۲۰۲۴ توسط Wayback Machine
  - "The Changing Face of organize crime in New Jersey" (PDF). State of New Jersey Commission of Investigation. May 2004. بایگانی‌شده  در ژوئن ۱۱, ۲۰۲۰ توسط Wayback Machine
  - Code of Betrayal, Not Silence, Shines Light on Russian Mob N=Bill Berkeley, The New York Times (August 19, 2002) بایگانی‌شده  در فوریه ۲۹, ۲۰۲۴ توسط Wayback Machine
4. ↑  Cage, Nicholas (July 17, 1972) "Part II The Mafia at War" New York pp.27-36
5. ↑  Gage, Nicholas (April 8, 1972). "Grudges with Gallo Date to War with Profaci" (PDF). The New York Times. Retrieved November 25, 2011.